# Turbatrix aceti
Anguillula aceti · Anguillule du vinaigre, Nématode du vinaigre, Ver du vinaigre
Espèce
Synonymes
- Anguillula aceti[1]
- Anguillula aceti-glutinis[1]
- Vibrio aceti Muller, 1783[2]

Turbatrix aceti, synonyme Anguillula aceti, appelée en français nématode du vinaigre, anguillule du vinaigre ou ver du vinaigre, est un nématode de l'ordre des Rhabditida et de la famille des Panagrolaimidae qui se nourrit des micro-organismes constituant la mère de vinaigre.
On peut les trouver dans du vinaigre non-filtré ; ces vers n'ont pas d'effet sur la santé humaine.
Les vers de vinaigre sont utilisés pour l'élevage de diverses sortes d'alevins.
L'anguillule du vinaigre est vivipare. Au XVIIe siècle, elle a permis au biologiste néerlandais Antoni van Leeuwenhoek de confirmer son opposition à la théorie de la génération spontanée.